# ستيفن هولت
ستيفن هولت (بالإنجليزية: Stephen Holt) هو لاعب هوكي الحقل أسترالي، ولد في 1974 في داروين في أستراليا.

## وصلات خارجية
- ستيفن هولت على موقع الاتحاد الدولي للهوكي (الإنجليزية)
- ستيفن هولت على موقع اللجنة الأولمبية الدولية (الإنجليزية)
- ستيفن هولت على موقع أوليمبيديا (الإنجليزية)
- ستيفن هولت على موقع اللجنة الأولمبية الأسترالية (الإنجليزية)